# 斯文娅·施利希特
斯文娅·施利希特（德語：Svenja Schlicht，1967年6月26日—），德国女子游泳运动员。她曾代表西德参加1984年和1988年夏季奥林匹克运动会游泳比赛，其中1984年奥运会获得一枚银牌。